# Зеелер, Уве
У́ве Зе́елер (нем. Uwe Seeler, немецкое произношение: [ˈuːvə ˈzeːlɐ]; 5 ноября 1936, Гамбург — 21 июля 2022, Нордерштедт, Шлезвиг-Гольштейн) — немецкий футболист, большую часть карьеры выступавший за «Гамбург», капитан сборной ФРГ, бизнесмен.

## Биография

### Детство
Отец — Эрвин Зеелер, работал в гамбургской гавани, 57 раз играл за сборную Гамбурга по футболу, лучший бомбардир рабочей Олимпиады 1933 года (Вена), играл за «Гамбург», тренировал «Альтон», умер в конце Второй мировой. Старший брат Дитер играл в «Гамбурге» на позиции левого полузащитника, был учителем брата. В трудное послевоенное время 3-м братьям Зеелерам, оставшимся без отца, пришлось искать средства к существованию, ведь необходимо было кормить также сестёр и мать. За свои выступления юный Уве получал яйца, муку и картофель. Затем Уве попал в футбольную школу возрождавшегося «Гамбурга». Своё прозвище «Неистовый Уве» Зеелер получил в 1953 году, когда он в 16-летнем возрасте блестяще отыграл на международном юношеском клубном турнире в Виареджо. На молодёжном турнире УЕФА в Бельгии в 1954-м Зеелер забил 12 из 20 мячей сборной Германии. О юном вундеркинде заговорила вся страна.

### Клубная карьера
Почти всю свою клубную карьеру, за исключением одного матча, Уве Зеелер провёл в «Гамбурге». Дебют игрока состоялся 5 августа 1953 года в матче против «Геттингена». Главный тренер Гюнтер Мальманн превратил мощного таранного форварда в хитрого и умного игрока. В 1957-м карьера Уве могла закончиться из-за проблем с позвоночником, но вскоре боли прошли. Лучшим матчем Уве за «Гамбург» считается финал Кубка ФРГ 1963 года, когда он забил все 3 безответных мяча в ворота дортмундской «Боруссии». Прощальный матч Зеелера состоялся 1 мая 1972 года, соперником «Гамбурга» была Сборная Европы, на матч пришли 62 тысячи зрителей.
В 1978 году провёл один официальный матч в составе ирландского «Корк Селтик». Зеелер вышел на поле по просьбе фирмы «Adidas», с которой футболист был связан контрактом. «Корк Селтик» уступил «Шемроку» со счётом 2:6, оба гола на свой счёт записал Зеелер.

### Выступления за сборную
Тренер сборной ФРГ Зепп Хербергер долго искал преемника лидеру сборной Фрицу Вальтеру, пока не наткнулся на молодого Уве. Но тут возникла проблема: здорово игравший правой ногой, Зеллер почти не умел использовать левую, что существенно обедняло его игру. Однако вскоре Уве преодолел этот свой игровой недостаток, работая на тренировках. 16 октября 1954 года Уве дебютировал в составе сборной в матче против Франции (1:3), отметившись голевой передачей. После игры Хербергер сказал: «Этот клубок, сотканный из мышц, энергии и азарта, далеко пойдёт». Но в дальнейших играх Уве продолжал не забивать, играя настырно, но прямолинейно, и Хербергер вынужден был отстранить Зеллера от игр. А вскоре начались и вышеописанные боли в области позвоночника, но вскоре они прошли и Уве взяли на чемпионат мира 1958. И пресса и партнёры не были довольны Уве, называя его «толстяком», и он даже, обидевшись, уехал в Гамбург, но Фриц Вальтер уговорил его вернуться. Два мяча Уве, забитые во время группового турнира, помогли немцам выйти в четвертьфинал, где они одолели Югославию. На чемпионате мира 1962 и 1966 Уве также забил по два гола. На последнем в четвертьфинале один из двух удалённых футболистов команды Уругвая Торре ударил Уве за симуляцию. В полуфинале, несмотря на блестящую игру Льва Яшина, немцы одолели СССР, но затем были биты англичанами. На мундиале 1970 Зеллер отквитался за финал, забив англичанам в четвертьфинале в ворота Питера Бонетти затылком на последних секундах матча, однако и в этом чемпионате сборная ФРГ не смогла выиграть, заняв 3-е место.

### Бизнес
В 1961 году Зеллеру поступил ряд выгодных предложений из клубов юга Европы, и Уве вполне мог уйти, ведь в ФРГ футболисту тогда платили небольшие деньги. Чтобы предотвратить это, Хербергер добился назначения Зеллера на пост главного представителя на севере ФРГ одной фирмы по производству спортивного оборудования и экипировки. В 1995-м Зеллер стал президентом «Гамбурга» и решил тогдашние финансовые трудности клуба, однако в 1997 году его обвинили в махинациях. Также в послужном списке Зеелера есть одно комедийное камео.
Скончался 21 июля 2022 года.

## Достижения

### Командные

#### В составе Гамбурга
- Финалист Кубка кубков: 1967/68
- Чемпион ФРГ: 1959/60
- Обладатель Кубка ФРГ: 1962/63

#### В составе Сборной ФРГ
- 4-е место чемпионата мира 1958
- Четвертьфиналист чемпионата мира 1962
- Серебряный призёр чемпионата мира 1966
- Бронзовый призёр чемпионата мира 1970

### Личные
- Футболист года в ФРГ: 1960, 1964, 1970
- Лучший бомбардир чемпионата Германии: 1963/64
- Лучший бомбардир Кубка обладателей кубков УЕФА: 1967/68
- Лучший бомбардир «Оберлиги-Север» (регионального подразделения чемпионата ФРГ): 1955, 1956, 1957, 1959, 1960, 1961, 1962
- Входит в символическую сборную чемпионата мира: 1966
- Лучший бомбардир в истории «Гамбурга»: 523 гола
- Один из четырёх, вместе с Пеле, Мирославом Клозе и Криштиану Роналду футболистов, забивавших голы на четырёх чемпионатах мира: 1958—1970
- Входит в список «ФИФА 100»
- Один из 4-х почётных капитанов сборной ФРГ
- 3-й футболист Европы: 1960
- До 1998 года, когда это достижение побил на чемпионате мира соотечественник Зеллера Маттеус, Уве был рекордсменом по числу матчей, проведённых на подобных соревнованиях — 21
- Высший орден Германии «За заслуги»

## Статистика выступлений

### Обзор карьеры
| Турнир             | Период    | Матчи | Голы |
| ------------------ | --------- | ----- | ---- |
| Сборная ФРГ        | 1954—1970 | 72    | 43   |
| Еврокубки          | 1960—1972 | 29    | 21   |
| Чемпионат ФРГ      | 1955—1963 | 43    | 40   |
| Бундеслига         | 1963—1972 | 239   | 137  |
| Оберлига «Север»   | 1954—1963 | 237   | 267  |
| Кубок ФРГ          | 1954—1972 | 39    | 41   |
| Чемпионат Ирландии | 1977—1978 | 1     | 2    |
| Всего за карьеру   | 1954—1972 | 660   | 551  |

### Клубная карьера
| Клуб             | Сезон            | Лига | Лига | Чемпионат ФРГ | Чемпионат ФРГ | Кубки | Кубки | Еврокубки | Еврокубки | Итого | Итого |
| Клуб             | Сезон            | Игры | Голы | Игры          | Голы          | Игры  | Голы  | Игры      | Голы      | Игры  | Голы  |
| ---------------- | ---------------- | ---- | ---- | ------------- | ------------- | ----- | ----- | --------- | --------- | ----- | ----- |
| Гамбург          | 1954/55          | 26   | 28   | 5             | 1             | 1+    | 2+    | -         | -         | 32+   | 31+   |
| Гамбург          | 1955/56          | 29   | 32   | 5             | 3             | 3+    | 4+    | 0         | 0         | 37+   | 39+   |
| Гамбург          | 1956/57          | 26   | 31   | 4             | 2             | 2     | 4     | 0         | 0         | 32    | 37    |
| Гамбург          | 1957/58          | 24   | 22   | 4             | 2             | ?     | ?     | 0         | 0         | 28+   | 24+   |
| Гамбург          | 1958/59          | 27   | 29   | 4             | 5             | 3     | ?     | 0         | 0         | 34    | 34+   |
| Гамбург          | 1959/60          | 26   | 36   | 7             | 13            | 1+    | ?     | 0         | 0         | 34+   | 49+   |
| Гамбург          | 1960/61          | 23   | 29   | 6             | 8             | ?     | ?     | 7         | 5         | 36+   | 42+   |
| Гамбург          | 1961/62          | 28   | 28   | 2             | 4             | ?     | ?     | 0         | 0         | 30+   | 32+   |
| Гамбург          | 1962/63          | 28   | 32   | 6             | 2             | 4     | 6     | 0         | 0         | 38    | 40    |
| Гамбург          | 1963/64          | 30   | 30   | -             | -             | 2     | 2     | 6         | 5         | 38    | 37    |
| Гамбург          | 1964/65          | 19   | 14   | -             | -             | 1     | 1     | 0         | 0         | 20    | 15    |
| Гамбург          | 1965/66          | 23   | 11   | -             | -             | 2     | 1     | 0         | 0         | 25    | 12    |
| Гамбург          | 1966/67          | 23   | 10   | -             | -             | 4     | 3     | 0         | 0         | 27    | 13    |
| Гамбург          | 1967/68          | 30   | 12   | -             | -             | 1     | 0     | 9         | 8         | 40    | 20    |
| Гамбург          | 1968/69          | 33   | 23   | -             | -             | 3     | 1     | 4         | 3         | 40    | 27    |
| Гамбург          | 1969/70          | 30   | 17   | -             | -             | 2     | 0     | 0         | 0         | 32    | 17    |
| Гамбург          | 1970/71          | 25   | 9    | -             | -             | 2     | 3     | 2         | 0         | 29    | 12    |
| Гамбург          | 1971/72          | 26   | 11   | -             | -             | 4     | 3     | 1         | 0         | 31    | 14    |
| Гамбург          | Итого            | 476  | 404  | 43            | 40            | 47    | 58    | 29        | 21        | 595   | 523   |
| Корк Селтик      | 1977/78          | 1    | 2    | -             | -             | 0     | 0     | 0         | 0         | 1     | 2     |
| Корк Селтик      | Итого            | 1    | 2    | 0             | 0             | 0     | 0     | 0         | 0         | 1     | 2     |
| Всего за карьеру | Всего за карьеру | 477  | 406  | 43            | 40            | 47    | 58    | 29        | 21        | 596   | 525   |

1. ↑  До сезона 1963/64 — региональная Оберлига «Север», в дальнейшем — Бундеслига.
2. ↑  Разыгрывался по кубковой схеме среди победителей региональных Оберлиг.
3. ↑  Кубок ФРГ (39 матчей/41 гол), Кубок Северной Германии (8 матчей/17 голов).
4. ↑  Кубок европейских чемпионов, Кубок ярмарок, Кубок УЕФА, Кубок обладателей кубков УЕФА.

### Выступления за сборную
| Сезон | Чемпионат мира | Чемпионат мира | Отборочные игры | Отборочные игры | Товарищеские матчи | Товарищеские матчи | Итого | Итого |
| Сезон | Игры           | Голы           | Игры            | Голы            | Игры               | Голы               | Игры  | Голы  |
| ----- | -------------- | -------------- | --------------- | --------------- | ------------------ | ------------------ | ----- | ----- |
| 1954  | -              | -              | -               | -               | 2                  | 0                  | 2     | 0     |
| 1955  | -              | -              | -               | -               | 1                  | 0                  | 1     | 0     |
| 1956  | -              | -              | -               | -               | 1                  | 0                  | 1     | 0     |
| 1958  | 5              | 2              | -               | -               | 4                  | 3                  | 9     | 5     |
| 1959  | -              | -              | -               | -               | 5                  | 6                  | 5     | 6     |
| 1960  | -              | -              | 2               | 1               | 3                  | 3                  | 5     | 4     |
| 1961  | -              | -              | 2               | 2               | 4                  | 3                  | 6     | 5     |
| 1962  | 4              | 2              | -               | -               | 3                  | 0                  | 7     | 2     |
| 1963  | -              | -              | -               | -               | 3                  | 3                  | 3     | 3     |
| 1964  | -              | -              | 1               | 0               | 2                  | 4                  | 3     | 4     |
| 1965  | -              | -              | 1               | 1               | -                  | -                  | 1     | 1     |
| 1966  | 6              | 2              | -               | -               | 6                  | 5                  | 12    | 7     |
| 1967  | -              | -              | 1               | 1               | 2                  | 0                  | 3     | 1     |
| 1968  | -              | -              | -               | -               | 1                  | 0                  | 1     | 0     |
| 1969  | -              | -              | 1               | 0               | 2                  | 0                  | 3     | 0     |
| 1970  | 6              | 3              | -               | -               | 4                  | 2                  | 10    | 5     |
| Всего | 21             | 9              | 8               | 5               | 43                 | 29                 | 72    | 43    |